# Kós
Kós (szlovákul Koš, németül: Andreasdorf) község Szlovákiában, a Trencséni kerületben, a Privigyei járásban.

## Fekvése
Privigyétőltól 3 km-re délnyugatra, a Nyitra-folyó bal oldalán fekszik.

## Története
A települést a német jog alapján alapították, 1367-ben „Andreasdorf” néven említik először. Bajmóc várának uradalmához tartozott. Gótikus templomát a 15. század elején építették. 1553-ban 27 portája létezett. 1675-ben 52 jobbágy és 21 zsellérháza volt 215 lakossal, községi és uradalmi malommal. 1681-82-ben Thököly hadai rabolták ki és a törökök 82 embert hurcoltak el fogságba.
A 18. század végén Vályi András így ír a faluról: „KOS. Tót falu Nyitra Vármegy. földes Ura G. Pálfy Uraság, lakosai katolikusok, fekszik Privigyébhez fél mértföldnyire, határja középszerű, réttye, legelője jó.”
A 19. században a Pálffy család birtoka volt. 1828-ban 91 házában 634 lakos élt, akik földműveléssel, kosárfonással, gyógyolajkészítéssel foglalkoztak.
Fényes Elek 1851-ben kiadott geográfiai szótárában így ír a faluról: „Koss, Nyitra m. tót falu, 634 kath. lak. Kath. paroch. templommal. F. u. gr. Pálffy Ferencz. Ut. p. Privigye.”
1865-ben alapították szeszfőzdéjét.
Borovszky Samu monográfiasorozatának Nyitra vármegyét tárgyaló része szerint: „Kós, tót község, Privigyétől délnyugotra, 7 kilométerre, 850 r. kath. vallásu lakossal. Vasúti megálló. Posta- és távirója Privigye. Egy XIV. századbeli német okiratban »Andreasdorf« néven szerepel. A XV. század első felében »Kas« név alatt a Bajmócz várához tartozó szabadalmasok telepe volt. Kath. temploma a XVIII. század végén épült és fallal van körülvéve. Kegyura gróf Pálffy János, kinek itt nagyobb birtoka van, melyhez egy gazdasági szeszgyár tartozik.”
A trianoni diktátumig Nyitra vármegye Privigyei járásához tartozott.

## Népessége
| Év:            | 1994. | 2004.    | 2014.    | 2024.    |
| -------------- | ----- | -------- | -------- | -------- |
| Emberek száma: | 802   | 900      | 1150     | 1005     |
| Eltérés:       |       | +12,21 % | +27,77 % | -12,60 % |

| Év:            | 2023. | 2024.   |
| -------------- | ----- | ------- |
| Emberek száma: | 1024  | 1005    |
| Eltérés:       |       | -1,85 % |

1910-ben 1238-an lakták, ebből 1209 szlovák, 19 magyar, 7 német és 3 egyéb anyanyelvű.
2001-ben 881 lakosából 867 szlovák volt.
2011-ben 1162 lakosából 1132 szlovák volt.
2021-ben 1041 lakosából 941 szlovák, 1 magyar, 7 (+1) egyéb és 92 ismeretlen nemzetiségű volt.

## Nevezetességei
- Szent András apostol tiszteletére szentelt római katolikus temploma 1409-ben épült gótikus stílusban.
- A Hétfájdalmú Szűzanya tiszteletére szentelt kápolnája 1808-ban épült.

## Külső hivatkozások
- Községinfó
- Kós Szlovákia térképén
- Privigye város honlapja
- E-obce.sk Archiválva 2008. szeptember 14-i dátummal a Wayback Machine-ben